# 宮代村 (岐阜県不破郡)
宮代村（みやしろむら）は、かつて岐阜県不破郡に存在した村である。現在の垂井町の南西部に相当する。美濃国一宮の南宮大社がある村であった。

## 沿革
- 江戸時代末期、幕府領、寺社領（南宮大社領）であった。
- 1889年（明治22年）7月1日 - 町村制により成立。
- 1954年（昭和29年）9月10日 - 垂井町、岩手村、府中村、表佐村と合併し、改めて垂井町が発足。同日宮代村廃止。

## 学校
- 宮代村立宮代小学校（現・垂井町立宮代小学校）
- 岐阜県立不破高等学校

中学校は垂井町の組合立不破中学校（現・垂井町立不破中学校）

## 神社・仏閣
- 南宮大社
- 大領神社
- 北野神社
- 真禅院
- 隣松寺
- 願林寺
- 金蓮寺　（足利持氏の遺児（春王丸、安王丸）の墓がある）